# Схют, Корнелис
Корнелис Схют Первый, или Старший (нидерл. Cornelis Schut, крещён 13 мая 1597, Антверпен — 29 апреля 1655, Антверпен) — фламандский рисовальщик, в том числе картонов для шпалер, живописец и гравёр. Старший представитель большой семьи фламандских художников.

## Семья фламандских художников Схют
Корнелис Схют, прозванный Первым, или Старшим, был родом из Антверпена. Его отец и дед также были художниками. Корнелис Схют Второй, его сын (?), в 1624—1627 годах работал в Риме, в Италии его прозвали «Хлебная сумка» (искаж. нем. Brotsaken). Племянник Корнелиса Первого — Корнелис Схют Третий (ок. 1629—1685), также живописец, работал в Испании при дворе короля Филиппа IV. Кроме фламандской семьи известны и голландские живописцы, также называвшиеся Схют.

## Биография Корнелиса Схюта Первого
Дата рождения художника точно не установлена. Живописи он, возможно, учился у Хендрика ван Балена или Яна Брейгеля Старшего.
В 1618—1619 годах Корнелис Схют числился мастером антверпенской Гильдии Святого Луки. С 1624 по 1627 год он находился в Италии, в Риме, останавливался в доме Питтори Фьяменги на Виа Маргутта. В Риме он стал одним из членов общества «Перелётные птицы», или «Бент» (нидерл. bent — клуб, собрание, нидерл. Bent vogels — перелётные птицы, или нидерл. Bentvueghels — «птицы пера») — группы иностранных художников, прибывавших в католический Рим из северных стран, главным образом из Нидерландов и Германии. По обычаю общества он получил новое, так называемое изогнутое, имя «Брудзак» (нидерл. Broodzak — «Хлебный мешок»). С 13 января 1627 года он энергично работал на Пьетро Пескаторе (псевдоним Питер де Фишер), итальянского банкира и покровителя искусств фламандского происхождения, и писал фрески на его вилле во Фраскати, так называемом «Казино Пескаторе». Эта работа сыграла важную роль в начале его карьеры в Италии.
Творческие планы Схюта в Риме были сорваны, когда он 16 сентября 1627 года оказался в тюрьме по подозрению в убийстве своего коллеги Джусто. Он восстановил свою свободу 2 октября благодаря вмешательству Академии Святого Луки, ассоциации художников в Риме. Он покинул Рим и отправился во Флоренцию.
В 1627—1628 годах Схют был во Флоренции, где изготавливал картоны для шпалер «Arazzeria Medicea», самой значительной шпалерной мануфактуры в Италии, основанной во Флоренции в 1546 году великим герцогом Козимо I Медичи.
После возвращения из Италии Корнелис Схют в 1633 году в Антверпене женился на Катарине Генсинс. Его жена умерла 29 сентября 1637 года, оставив художника с тремя детьми, двое из которых умерли молодыми. В следующем году художник женился на Анастасии Скельерс, от которой у него родилось двое сыновей и две дочери. Схют арендовал большой дом на Падденграхт (ныне Prinsesstraat, 23) в Антверпене и устроил там свою мастерскую.
Корнелис Схют скончался в Антверпене 29 апреля 1655 года, вскоре после смерти второй жены. Он был похоронен 1 мая 1655 года в церкви Святого Виллиброрда (Sint-Willibrordus) в Антверпене рядом с могилой жены. Могила и мраморный кенотаф сохранились в церкви.
Схют имел учеников: Амброзиуса Второго Гаста, Яна Батиста ван ден Керкховена, Филиппа Флейгельса, Ганса Витдока и своего двоюродного брата Корнелиса Схюта Третьего.

## Творчество
В Риме Корнелис Схют привлёк внимание молодого Никола Пуссена, жившего тогда в доме фламандского скульптора Франсуа Дюкенуа. В ранних этюдах Пуссена заметны некоторые мотивы, заимствованные из работ Схюта, выполненных для Винченцо Джустиниани.
В 1635 году Питеру Паулю Рубенсу было поручено создать оформление торжественного въезда в Антверпен и Гент нового штатгальтера Габсбургских Нидерландов кардинала-инфанта Фердинанда Австрийского после его победы в битве под Нёрдлингеном. Ему помогали другие мастера, такие как Якоб Йорданс, Корнелис де Вос, Теодор ван Тюльден, а также Корнелис Схют, который предоставил более ста гравюр в качестве образцов украшений.
До середины 1630-х годов Корнелис Схют находился под творческим влиянием Рубенса, затем выработал собственный стиль живописи, отмеченный свободой композиции и искусной игрой света и тени с непременными элементами стиля фламандского барокко. Схют приобрёл известность многочисленными алтарными картинами для южнонидерландских и кёльнских церквей, писал картины на мифологические, исторические и аллегорические сюжеты. Был также умелым рисовальщиком и гравёром, мастером офорта.
Схют создал несколько рисунков на мифологические и аллегорические сюжеты и использовал их в качестве картонов для серии шпалер «Семь свободных искусств». Серия состояла из восьми ковров: семь посвящены каждому из видов искусства и один, изображающий их совместный апофеоз. Общую идею можно интерпретировать как аллегорию войны и мира. Примером шпалеры этой серии является «Аллегория музыки», хранящаяся в санкт-петербургском Эрмитаже (всего в музее имеется пять ковров этой серии). В центре верхнего обрамления находится картуш с надписью: «Artes Deprifit bellum agvibus sustinetur» (Война угнетает поддерживающие её искусства). Серию неоднократно ткали в Брюгге в период с 1655 по 1675 год, а также в мастерских Брюссельской шпалерной мануфактуры.
Как это было принято в Антверпене XVII века, Схют часто сотрудничал с другими художниками. Особый интерес представляет сотрудничество Корнелиса Схюта с Даниэлем Зегерсом, мастером цветочных натюрмортов, который находился в Риме с конца 1625 по сентябрь 1627 года. Обычно Зегерс писал цветочные гирлянды вокруг изображений Мадонн и святых выполненных другими художниками, называемыми «фигуристами». Одним из них был Корнелис Схют, участвовавший в написании четырнадцати картин Зегерса. В результате получались «картины с цветочными гирляндами» (нидерл. bloemenslingerschilderijen).
Даниэль Зегерс имел мастерскую на южной стороне площади Иезуитов, рядом с церковью Св. Игнатия (Sint-Ignatiuskerk). Схют написал для этой церкви «Коронование Девы» и украсил главный алтарь двумя картинами: Рубенса и Герарда Зегерса, а также тремя другими. Он также выполнил несколько заказов Ордена иезуитов в Лёвене и Кёльне.
Помимо того, что Схют и сам был умелым офортистом, он обучал гравёров в своей мастерской. Его композиции гравировали ведущие мастера Антверпена, в том числе Ханс Витдок, Питер Де Йоде Младший, Вацлав Холлар, Лукас Ворстерман, Паулюс Понтиус. Схют также создал множество небольших декоративных гравюр, в частности орнаментальных и с изображениями обнажённых путти.
Произведения Корнелиса Схюта находятся в собраниях многих европейских и американских музеев: Королевского музея изящных искусств Антверпена, Метрополитен-музея в Нью-Йорке, сантк-петербургского Эрмитажа, Художественного музея Эстонии в Таллине.

## Галерея

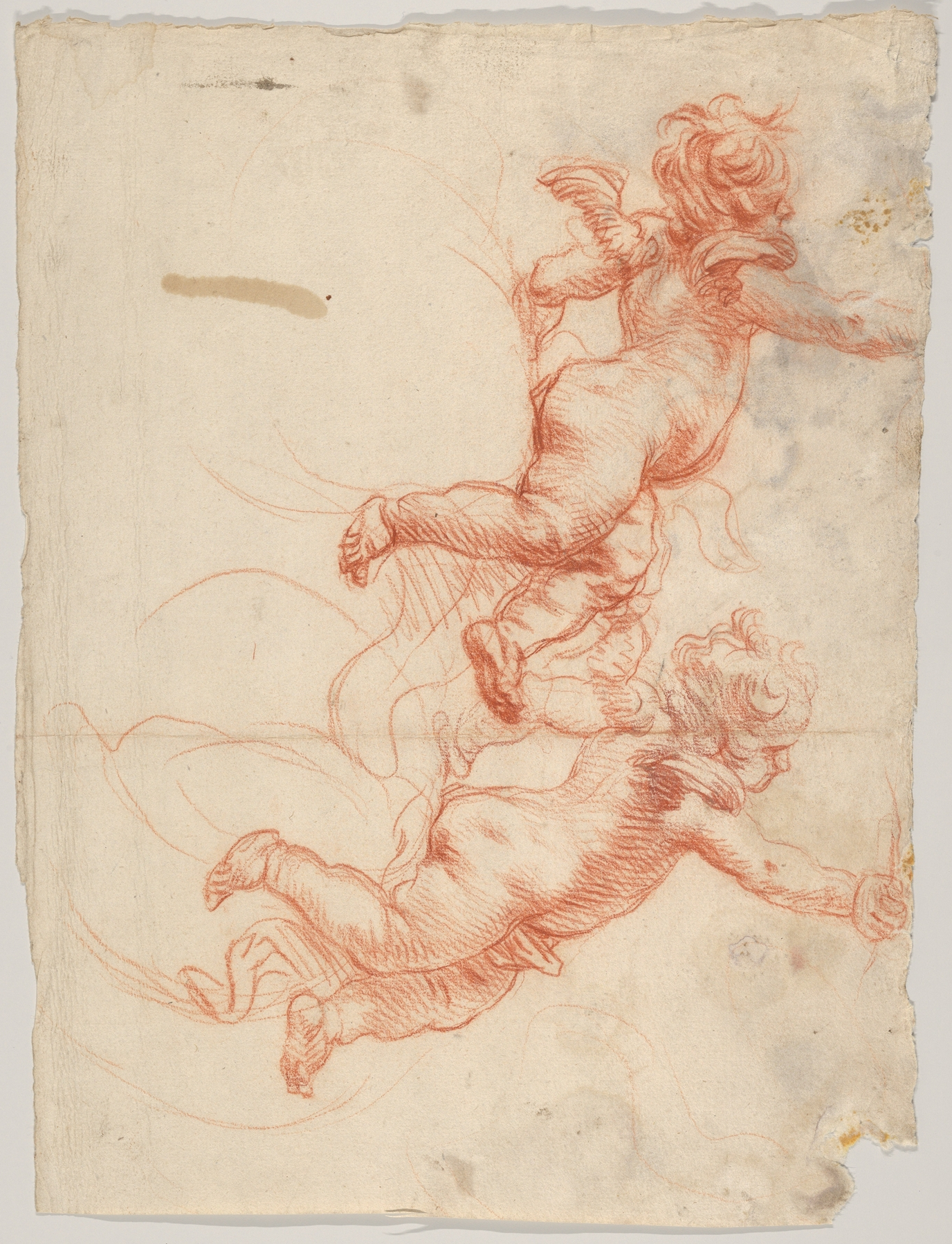
Этюд двух летящих путто. 1640-е. Бумага, сангина. Метрополитен-музей, Нью-Йорк
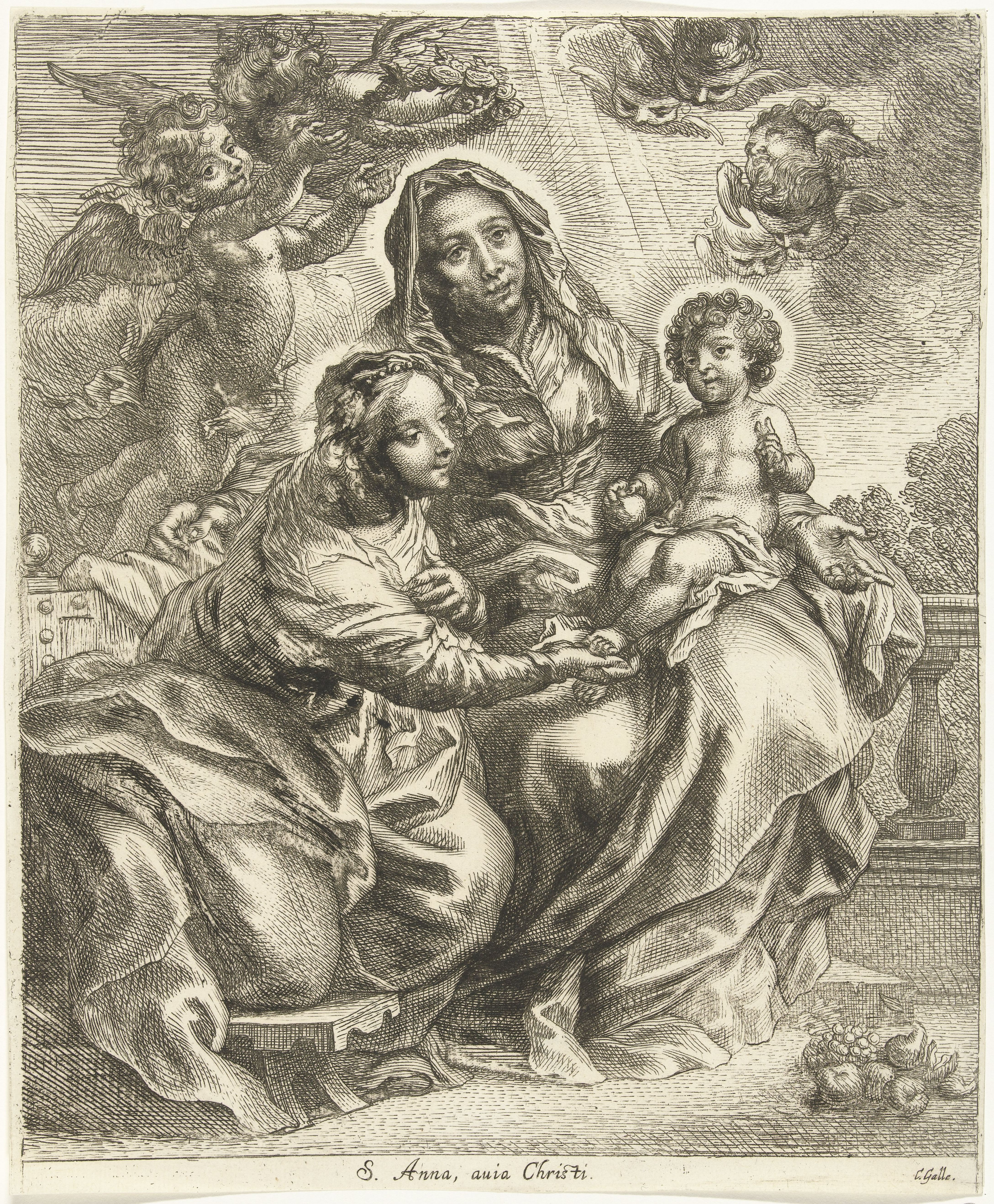
«Анна втроём» (Anna selbdritt): Святая Анна, Дева Мария и младенец Христос). Между 1626 и 1678. Офорт
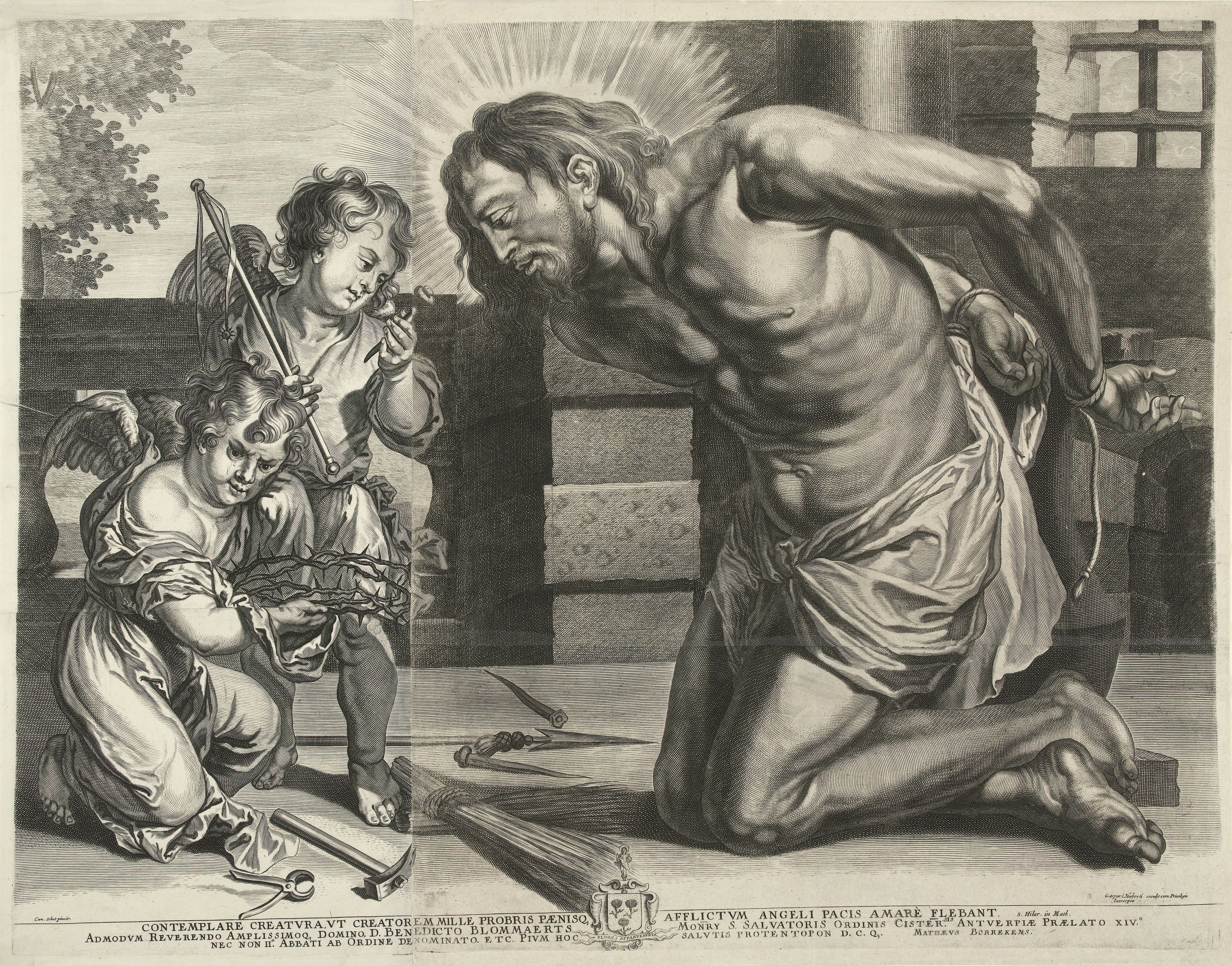
Христос, склонившийся перед орудиями Страстей. Между 1625 и 1670. Офорт
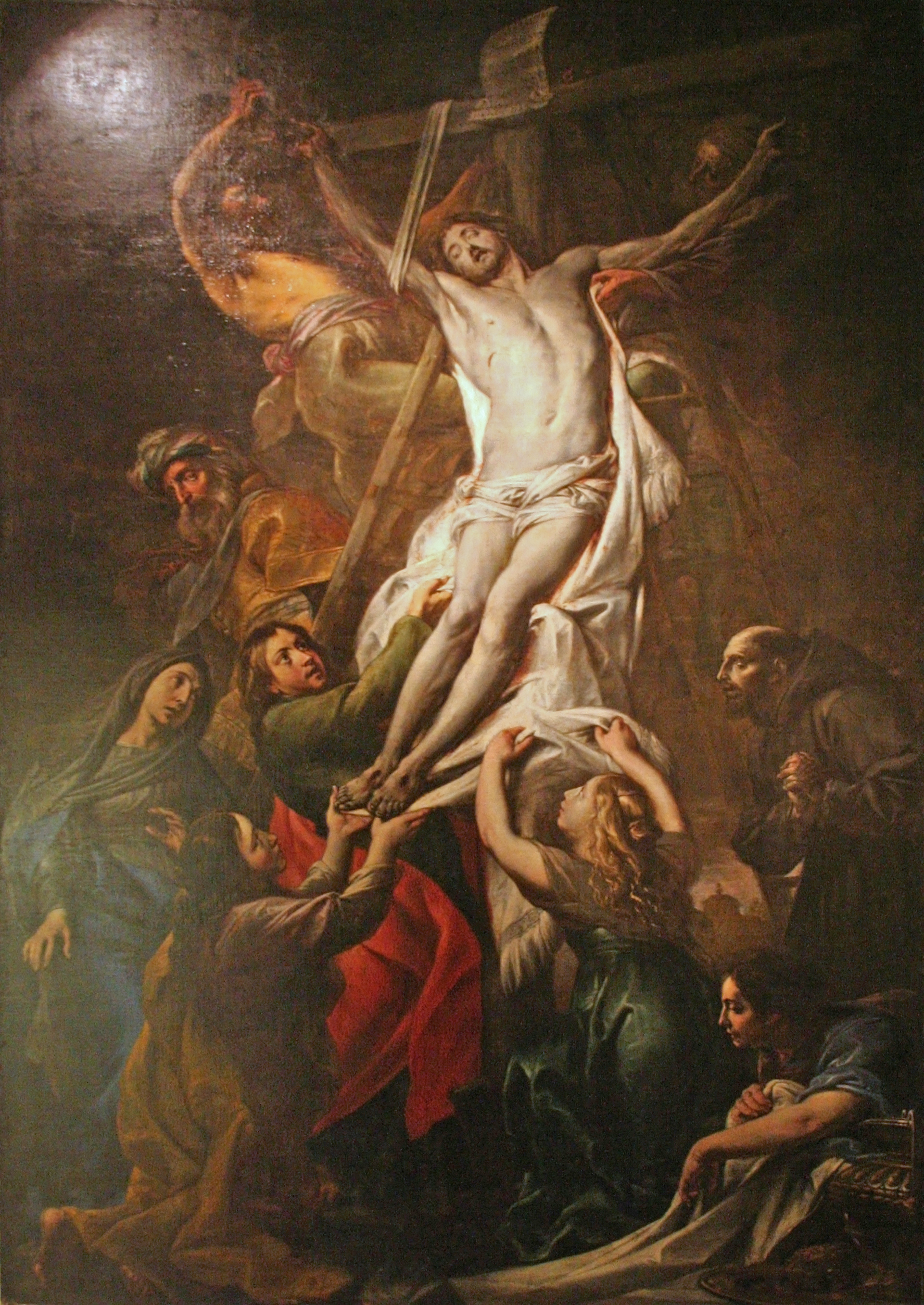
Снятие с креста. Ок. 1630. Холст, масло. Музей Курциуса, Льеж, Бельгия
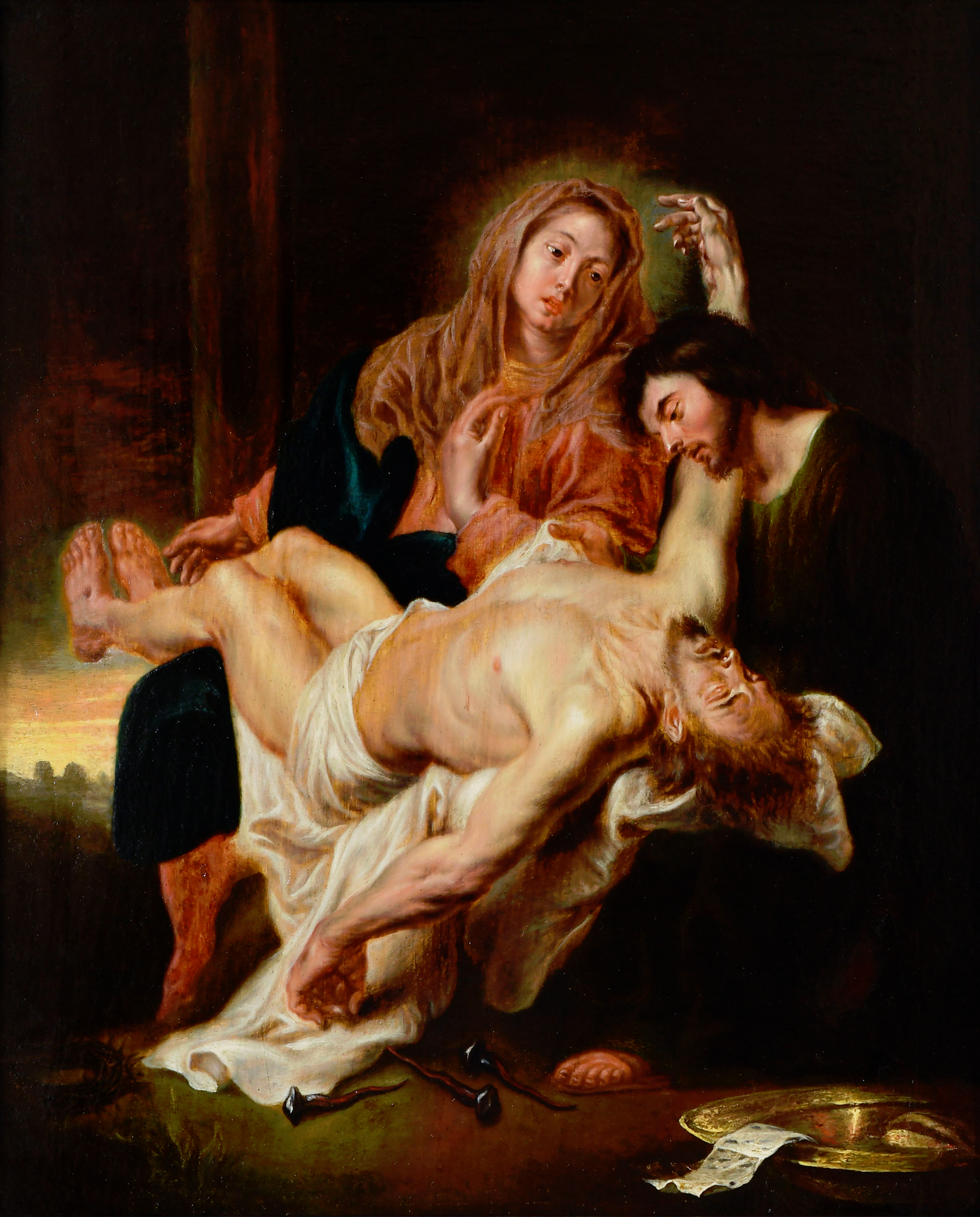
Пьета со святым Иоанном Евангелистом. Между 1635 и 1645. Дерево, масло. Галерея Лёве де Вотринге, Антверпен
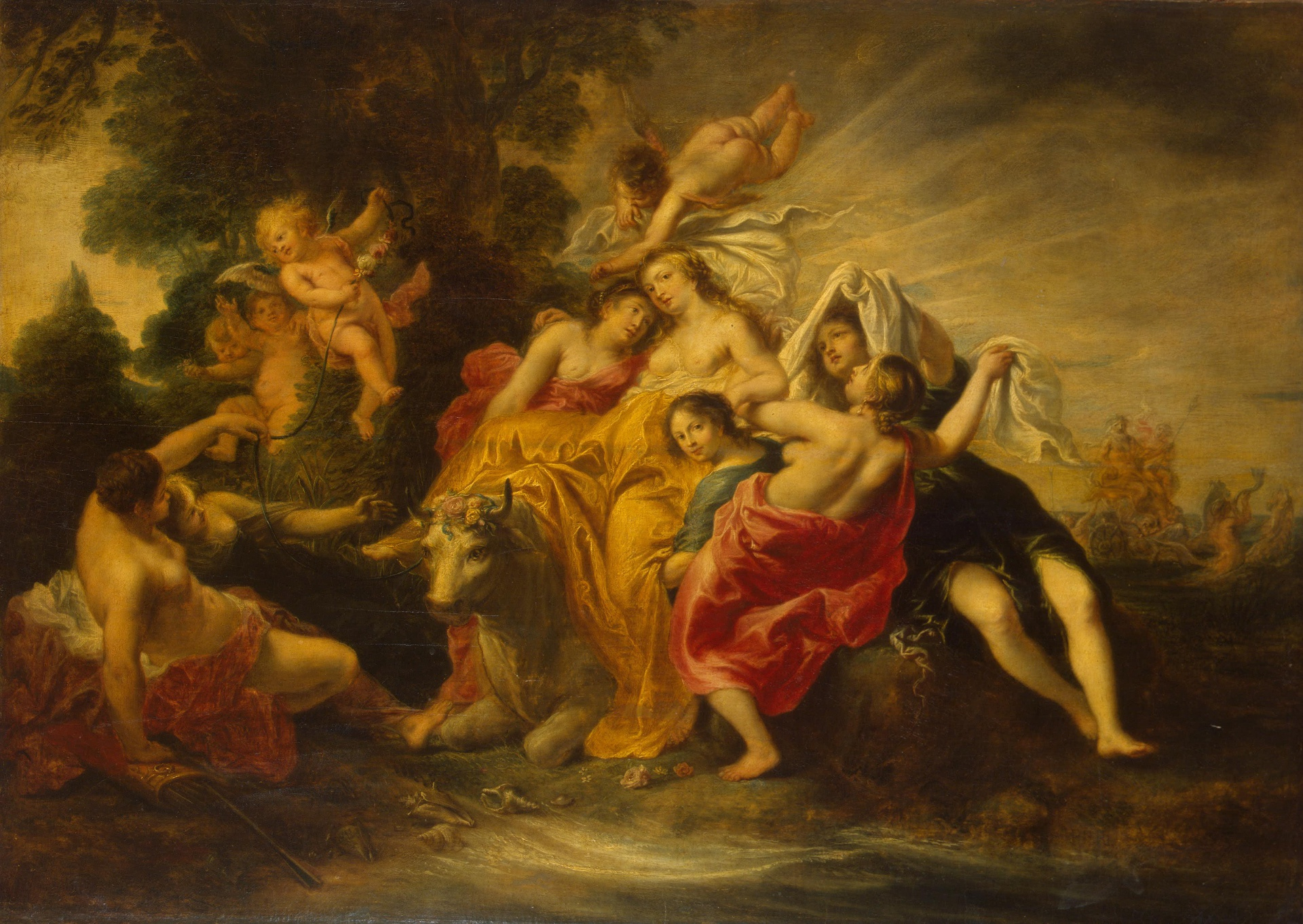
Похищение Европы. Между 1640 и 1642. Холст, масло. Государственный Эрмитаж, Санкт-Петербург
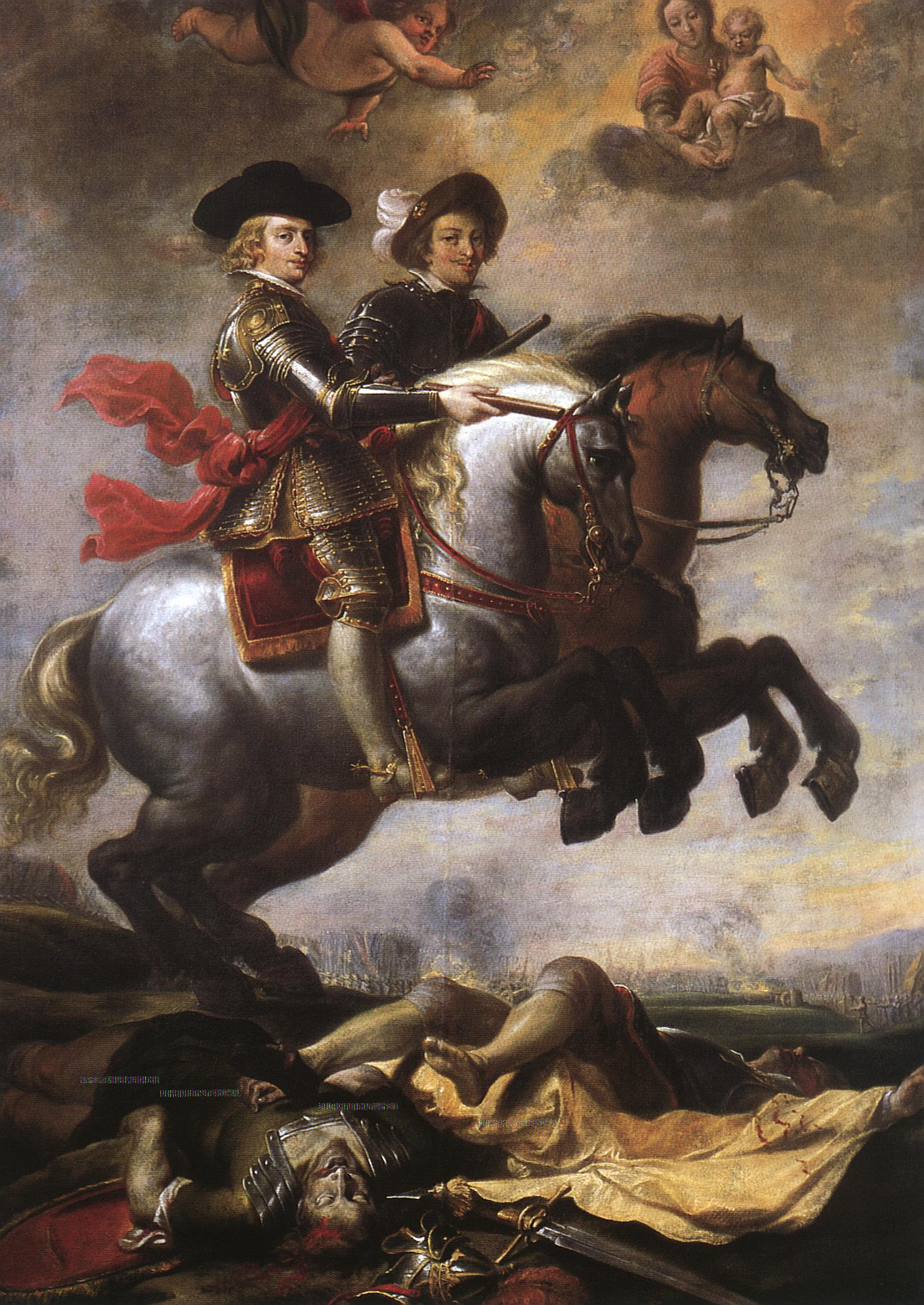
Победа в битве при Нёрдлингене. 1635. Холст, масло. Муниципальный музей, Гент
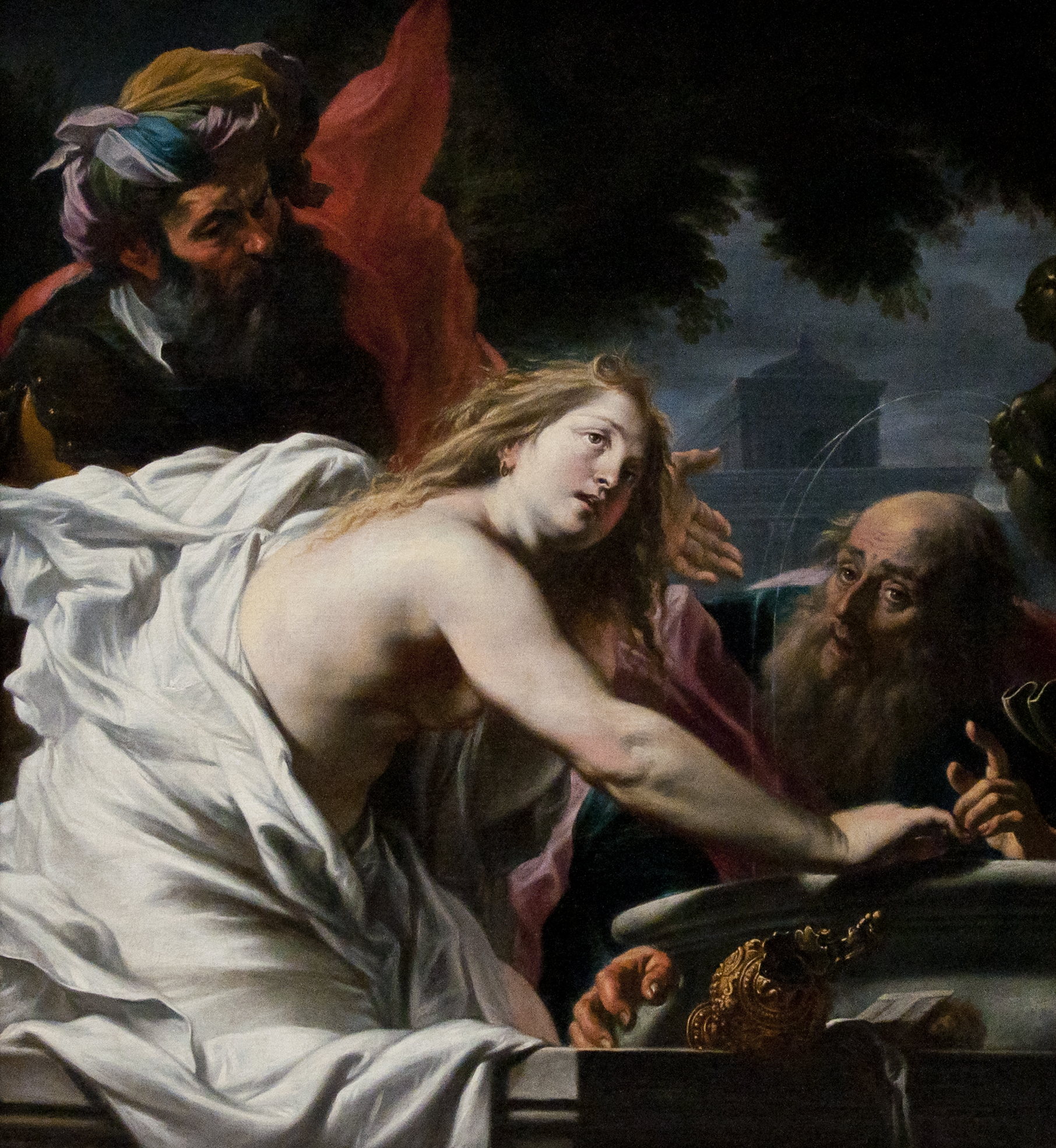
Сусанна и старцы. 1650. Холст, масло. Королевские музеи изящных искусств, Брюссель
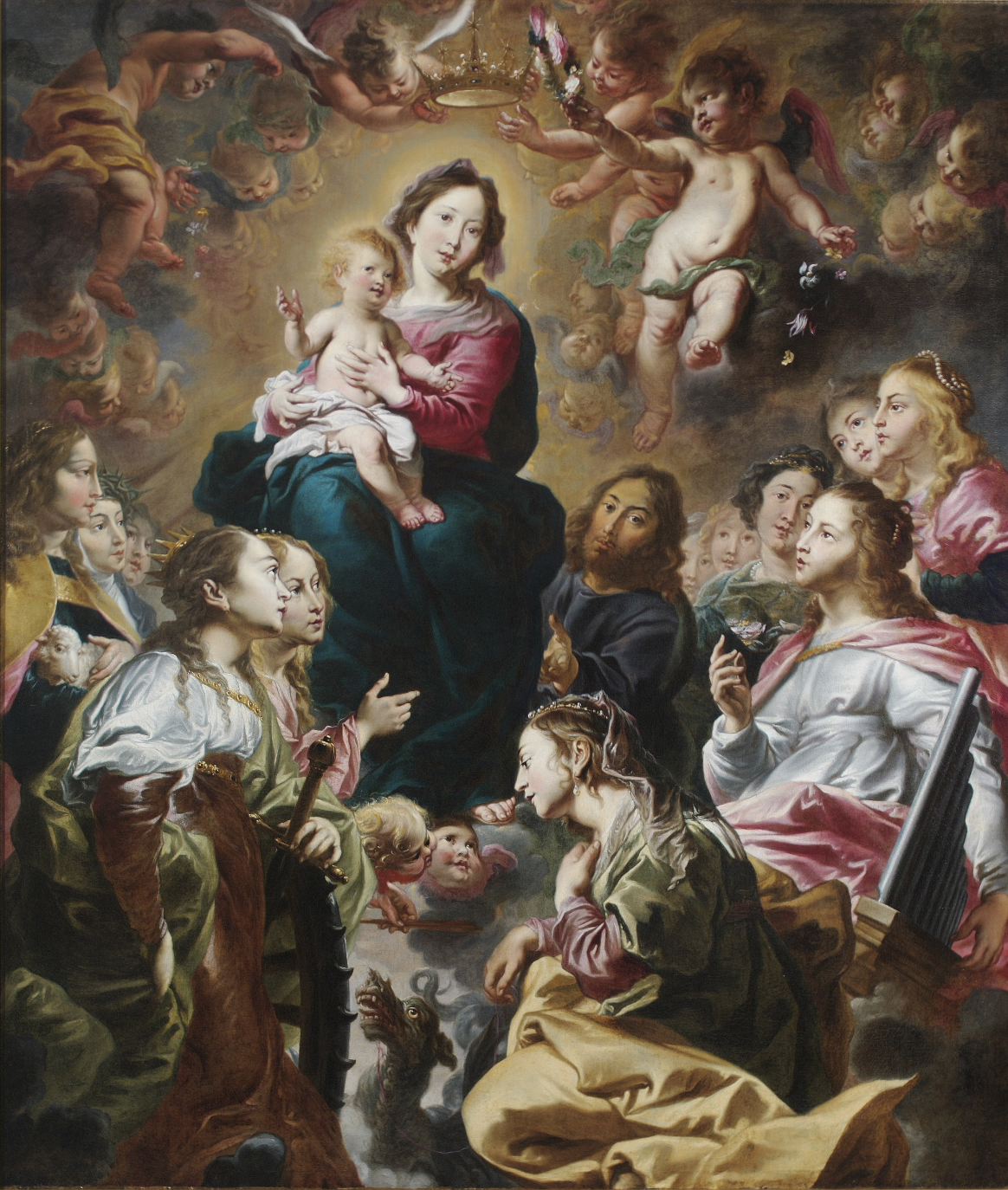
Коронование Девы. Между 1635 и 1640. Холст, масло. Музей Гауда, Южная Голландия
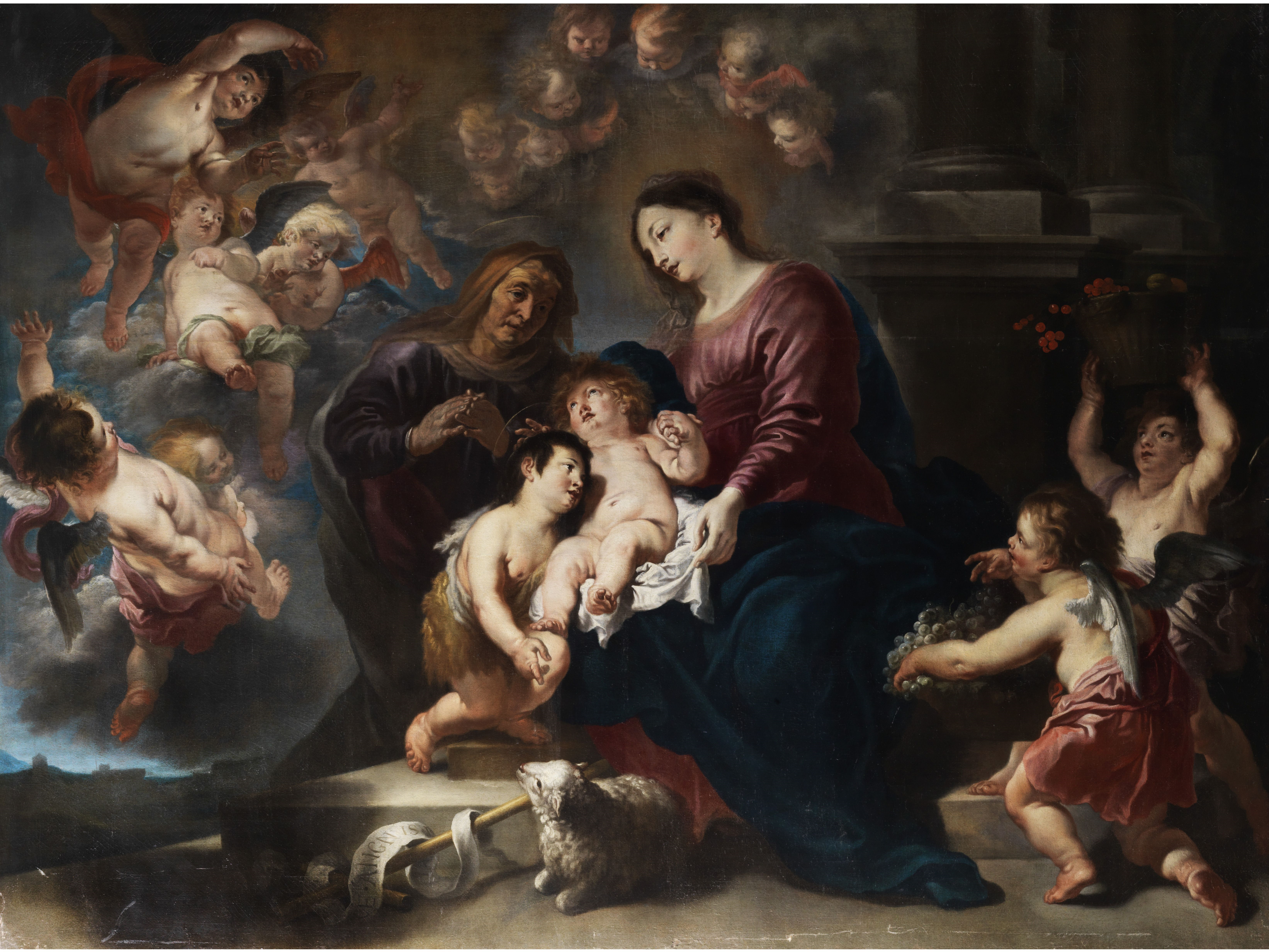
«Анна втроём» (Anna selbdritt): Святая Анна, Дева Мария и младенец Христос. Ок. 1655. Холст, масло. Частное собрание
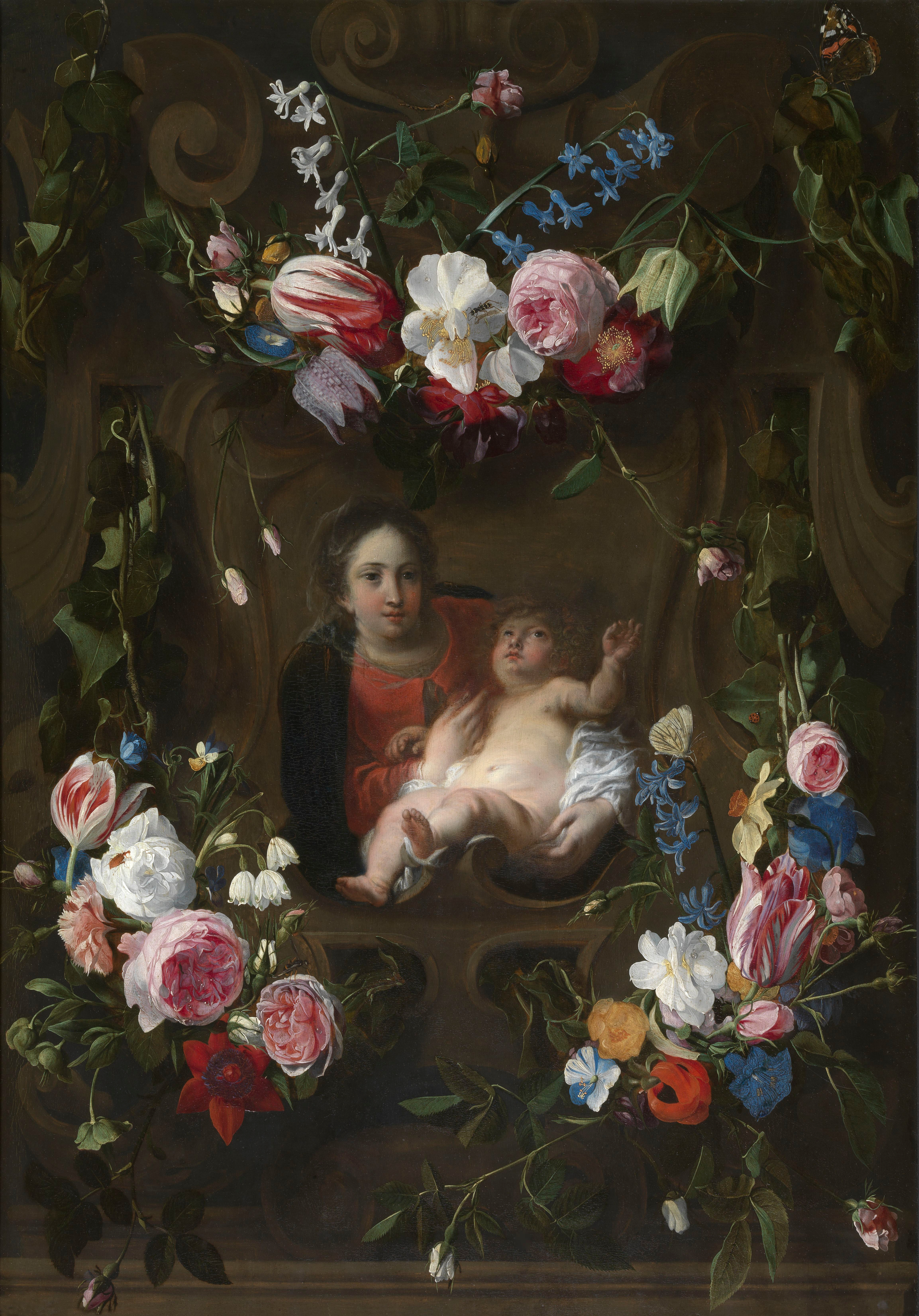
Совместно с Д. Зегерсом. Мадонна и Младенец Иисус в цветочной гирлянде. Королевский музей изящных искусств, Антверпен
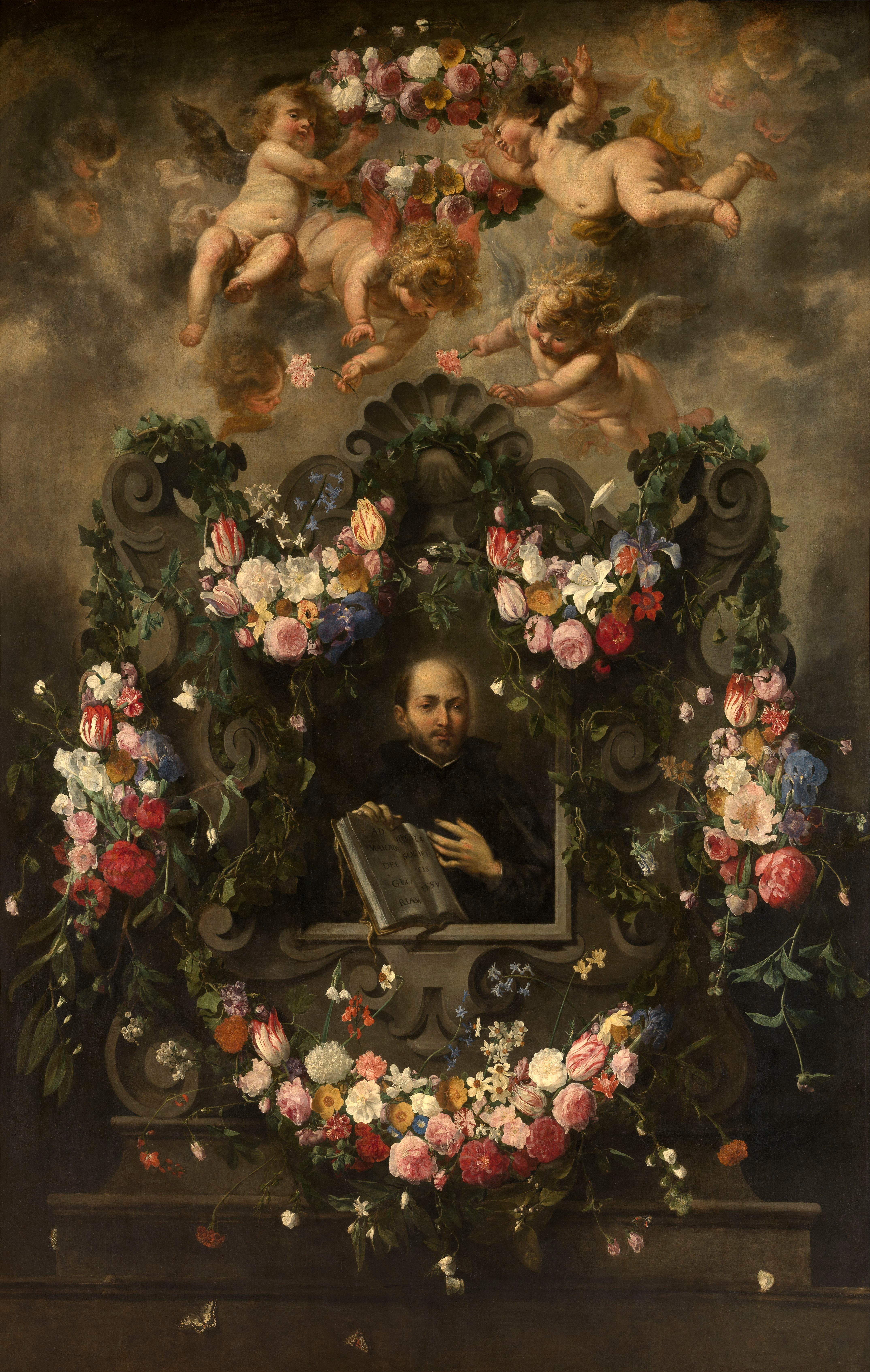
Совместно с Д. Зегерсом. Святой Игнатий в картуше с цветами и херувимами. Ок. 1643. Холст, масло. Королевский музей изящных искусств, Антверпен
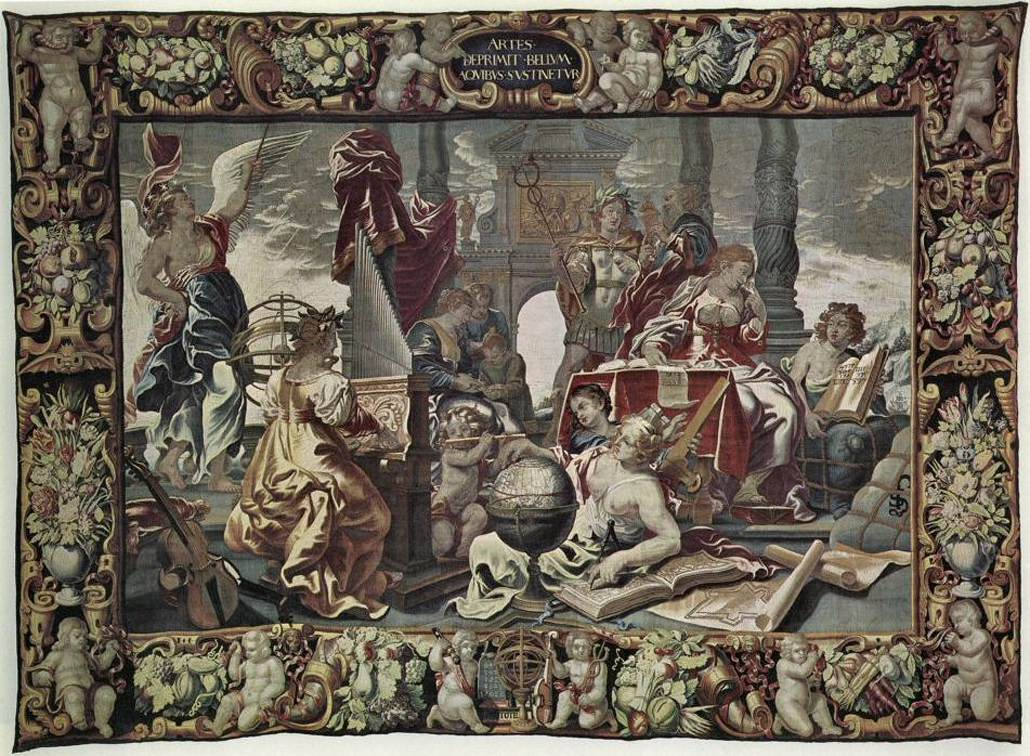
«Семь свободных искусств». Заглавная шпалера серии. 1655—1675. Музей Грутузе, Брюгге
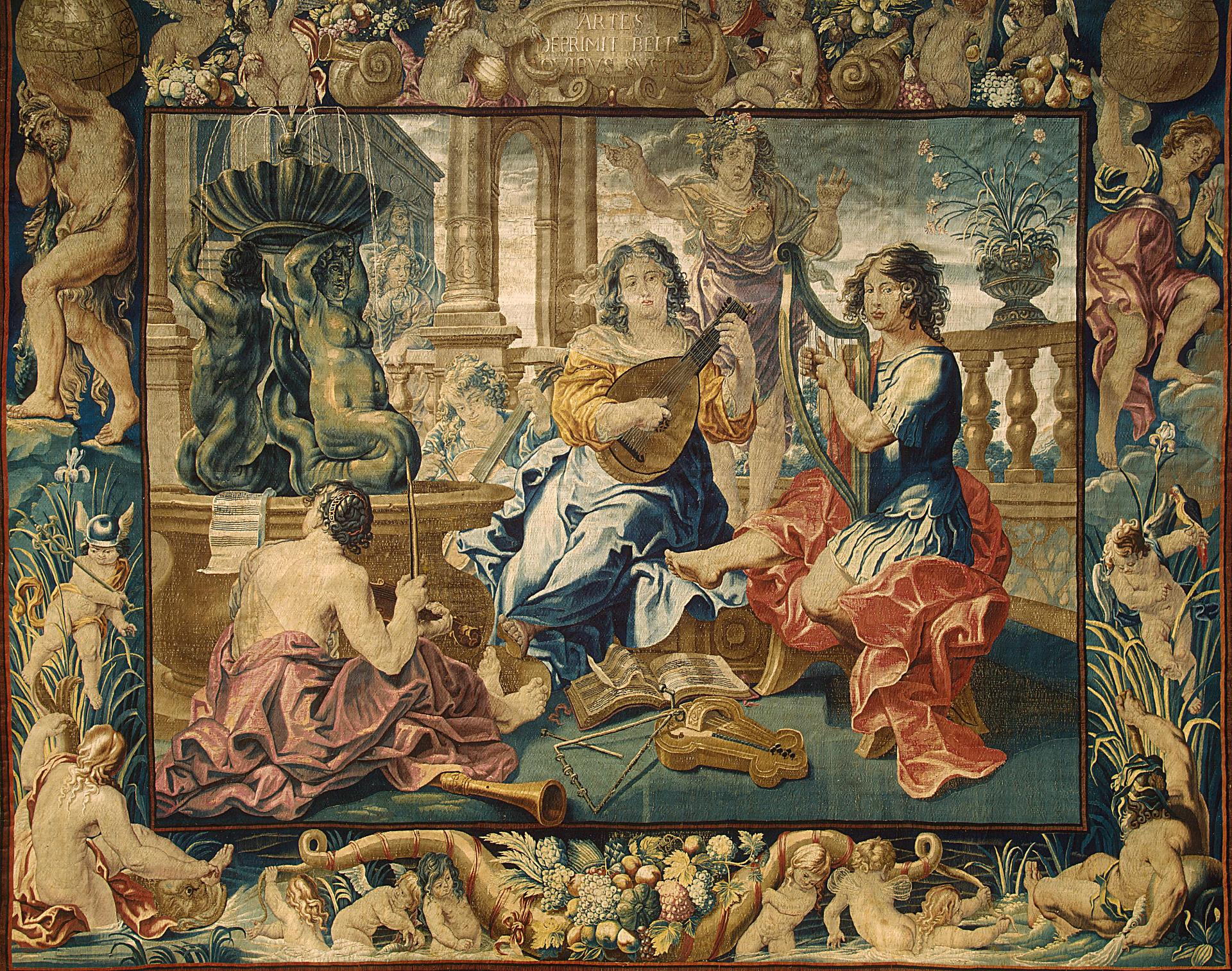
Музыка. Шпалера серии «Семь свободных искусств». 1655—1675. Государственный Эрмитаж, Санкт-Петербург